# أبو محمد عبد الواحد
أبو محمد عبد الواحد بن أبي حفص عمر بن أبي زكريا يحيى الهنتابي  الهذلي كان والياً على أفريقية من قبل الموحدين، بين عامي 1207 م و1221 م، فكانت مدته 14 عاماً وشهرين وعشرين يوماً. وهو أول من حكم من العائلة الحفصية. وكان قد قعد مقعد الإمارة في مدينة تونس يوم السبت 10 مايو 1207 (10 شوال 603 هـ).

## حياته
هو المولى أبو محمد بن الشيخ أبي حفص عمر بن يحيى بن محمد بن والد بن علي بن أحمد بن ولال بن إدريس بن خالد بن اليسع بن إلياس بن عمر بن وافتن بن محمد بن محمد بن محبة بن كعب بن محمد بن سالم بن عبدالله بن عمر بن الخطاب، وهو حفيد الشيخ أبي حفص عمر بن يحي الهنتاني أحد العشرة من أصحاب المهدي ابن تومرت. وتنتسب قبيلته هنتاتة إلى أصول يمنية، وهناك من يعيدها إلى أصول بربرية من قبيلة صنهاجة أو من المصامدة من جبل درن. ذكر بدر الدين العيني: «وقال الشيخ الفاضل ركن الدين: الحفصيون الذين ملكوا تونس، أولهم أبو حفص عمر بن يحيى الهنتاتي، بتاءين مثناتين من فوق، وهي قبيلة من المصامدة، ويزعمون أنهم قرشيون من بنى عدي بن كعب، رهط عمر بن الخطاب ».
لقد رافق أبو محمد عبد الواحد بن حفص الخليفةَ الموحدي محمد الناصر في حملته على إفريقية في 1205 م، ودخل مدينة تونس في شهر فبراير من نفس العام. وقبل العودة إلى المغرب أسند الخليفة الموحدي حكم ولاية تونس إلى عبد الواحد. وقد أرسى فيها سلطته إلى درجة أن خلفاءه انفردوا بالحكم وتخلصوا من التبعية للموحدين وذلك عام 1229 م. وقد اتسعت السلطنة الحفصية لتخضع إليها فيما بعد مدينة بجاية والعديد من المناطق المجاورة. توفي يوم الخميس 25 فبراير 1221 (1 محرم 618 هـ)، فدفن بالقصبة وقد خلفه عند وفاته ابنه الأكبر عبد الله بن أبي محمد بن أبي حفص، لكن بمجرد أن أعلن الاستقلال حتى عزله أخوه أبو زكرياء يحي الحفصي، وأسند إليه لقب شيخ ليقتصر على الحياة الدينية.